# Estación de La Vid
La Vid fue una estación de ferrocarril situada en el municipio español de La Vid y Barrios, en la provincia de Burgos. Las instalaciones formaban parte de la línea Valladolid-Ariza y estuvieron en servicio entre 1895 y 1975.

## Historia
Tras varios años de obras, la línea Valladolid-Ariza fue abierta al tráfico en 1895. Los trabajos de construcción corrieron a cargo de la compañía MZA, que en el municipio de La Vid y Barrios levantó una estación de 4.ª clase. Además de un edificio de viajeros, el complejo ferroviario disponía de un muelle de mercancías, una vía de sobrepaso y una de apartadero.
En 1941, con la nacionalización del ferrocarril de ancho ibérico, las instalaciones pasaron a manos de RENFE. En 1971 la estación fue reclasificada como apeadero-cargadero sin personal —siéndole retirada al vía de sobrepaso— y cuatro años después fue suprimida como dependencia de la línea. En enero de 1985 la línea fue clausurada al tráfico de pasajeros, manteniéndose abierta para la circulación de trenes de mercancías hasta su clausura definitiva en 1994.
En la actualidad el antiguo complejo ferroviario ha sido rehabilitado como una casa rural.